# Балдерих II от Лиеж
Балдерих II (на френски: Baldéric II de Liège; на немски: Balderich II von Lüttich; Balderich von Looz; на латински: Baldricus episcopus; † 29 юли 1018, Хеереваарден, Нидерландия) е от 1008 до 1018 г. епископ на Лиеж.

## Произход и управление
Той е вторият син на граф Ото от Лоон († пр. 1016]) и съпругата му Лутгарда от Намюр, дъщеря на граф Алберт I от Намюр. Неговият брат е граф Гизелберт от Лоон († 1044/46). Племенник е на епископ Балдерих I от Лиеж († 959) и роднина на епископ Балдерих от Утрехт († 975).
Балдерих първо е управител на имотите на манастир „Свети Емеран“ в Регенсбург. Той става дворцов капелан на императорите Ото III и Хайнрих II. Хайнрих II до издига на епископ и скоро му подарява кралска гора, дясно от Маас, и други други собствености в Графство Антверпен.
През 1012 г. Балдерих участва в националния събор в Кобленц, в който се разсъждава за въстаналия епископ Дитрих от Мец. Същата година Хайнрих II прекарва Векликден в Лиеж.
За защита на територията си той построява замък Хугарден, което води през 1013 г. до военен конфликт с граф Ламберт фон Льовен.
Балдерих освещава през 1015 г. Ламбертус-катедралата Лиеж. През 1016 г. в Лиеж той създава манастир „Св. Якоб“ (Св. Жак) и прави абат Олберт от Жамблу за негов ръководител. Един от учениците на Отберт пише ок. 1053 г. „Vita“ на епископа. През 1016 г. един роднина на епископа подарява собствеността си на църквата на Лиеж. Също и епископът дарява своята лична собственост на епископството.
Епископът участва през 1018 г. с войска от неговата територия в поход на херцога на Долна Лотарингия Готфрид II против Фризия. Той е много болен по това време и умира в Хеереваарден на Маас. Погребан е в основания от него манастир „Св. Якоб“ в Лиеж.